# Faro di Yeşilköy
Il faro di Yeşilköy (in Turco Yeşilköy Feneri) è un faro storico tuttora in uso situato sulla costa settentrionale del Mar di Marmara, nella mahalle di Yeşilyurt (un tempo parte di quella di Yeşilköy) nel distretto di Bakırköy, a Istanbul, in Turchia.

## Storia e descrizione
Costruito nel 1856, inizialmente era chiamato Ayostefanos Feneri ("Faro di Hagios Stefanos") dal nome dell'epoca del sobborgo di Istanbul dove era situato. Il faro fu commissionato dal sultano ottomano Abdülmecid I (r.  1839-1861) al fine di garantire una navigazione sicura intorno alle acque poco profonde davanti alla punta di Yeşilköy (in turco: Yeşilköy Burnu) per le navi che solcavano la costa nordoccidentale del Mar di Marmara verso Istanbul. Esso si trova a circa 14 km a sud-ovest dell'entrata meridionale del Bosforo. L'edificio fu costruito da ingegneri francesi nel 1856 con la forma di un prisma ottagonale a due stadi in muratura. Poiché il terreno nel punto prescelto non era abbastanza elevato rispetto al livello del mare, venne costruita una torre di 16 m su di una piattaforma, consentendo di raggiungere un'altezza focale di 23 m. La struttura è dipinta interamente di bianco.
Un annesso di due piani è usato come abitazione del custode e per scopi amministrativi. Un ballatoio circonda il locale della lanterna sulla torre. In cima alla cupola della torre si innalza un'asta per la bandiera.
Il faro di Yeşilköy entrò in servizio il 5 gennaio 1857. Inizialmente era illuminato con cherosene, ma in seguito fu sostituito da una luce di Dalén che utilizzava carburo (gas acetilene). Al giorno d'oggi, la luce funziona a elettricità. La lanterna del faro ha una lente cilindrica catadiottrica da 500 mm e una fonte luminosa da 500 W che lampeggia ogni 10 secondi in gruppo. La sua luce bianca è visibile in un raggio di 15 miglia nautiche (28 km). In condizioni di nebbia, una sirena suona ogni 30 secondi per avvertire della presenza dell'area pericolosa.
Il faro è classificato in Turchia con il codice "TUR 055" e il suo nominativo radio è TC1YLH. Esso è gestito dall'Autorità per la sicurezza costiera (in turco: Kıyı Emniyeti Genel Müdürlüğü) dipendente dal Ministero dei trasporti e delle comunicazioni.  Il faro subì restauri negli anni 1945, 1971 e 1988. L'annesso del faro è stato trasformato in un ristorante di pesce e frutti di mare, che può ospitare 100 ospiti nella sala principale e 40 persone nel giardino d'inverno. Inoltre, nei mesi estivi 150 clienti possono cenare su una terrazza all'aperto.